# 東祖谷林
東祖谷林（ひがしいやはやし）は、徳島県三好市の町名。郵便番号は778-0203。

## 地理
三好市の南部に位置。西は東祖谷若林・東祖谷麦生土、南は東祖谷西山、東は東祖谷釜ケ谷、北は東祖谷京上・東祖谷下瀬とそれぞれ接する。北境は祖谷川が流れており、並行して国道439号（京上バイパス）が通っている。

### 河川
- 祖谷川

## 歴史
- 2006年（平成18年）3月1日 - 三好郡東祖谷山村が三野町・池田町・山城町・井川町・西祖谷山村と合併して三好市が発足し、現在の町名となる。

## 世帯数と人口
2021年（令和3年）12月31日現在の世帯数と人口は以下の通りである。
| 町丁     | 世帯数 | 人口 |
| -------- | ------ | ---- |
| 東祖谷林 | 3世帯  | 6人  |

## 小・中学校の学区
市立小・中学校に通う場合、学区は以下の通りとなる。
| 番地 | 小学校               | 中学校               |
| ---- | -------------------- | -------------------- |
| 全域 | 三好市立東祖谷小学校 | 三好市立東祖谷中学校 |

## 交通

### 鉄道
- 最寄駅はJR土讃線の大歩危駅。

### 道路
国道
- 国道439号（京上バイパス）